# Валковий електромагнітний сепаратор

Валковий сепаратор: а — сепаратор; б — магнітна система.
1 — валки; 2 — магнітопровід; 3 — обмотки електромагніту.

Валковий сепаратор — електромагнітний сепаратор, застосовується для сухого і мокрого збагачення руд корінних і розсипних родовищ крупністю до 5 мм.
Валкові і рідше — дискові сепаратори застосовуються для збагачення слабомагнітних руд корінних і розсипних родовищ, а також видалення залізних домішок з скляної, керамічної і абразивної сировини. Характерною особливістю цих машин є наявність замкненої електромагнітної системи, що створює в зазорі поблизу зубців робочого органа (валок, ролик, диск) поле великої напруженості (Н = 800—1600 кА/м).

## Конструкція і принцип дії
Сепаратори цього типу складаються з електромагнітної системи, валків 1, завантажувальних і розвантажувальних пристроїв. Електромагнітна система складається з магнітопроводу 2 і обмоток 3. Замикання магнітного потоку відбувається через валок у радіальному напрямку. Число валків залежно від типорозміру і призначення сепаратора може бути 2, 4 або 6.
Вихідний матеріал надходить у зазор між валками і полюсними наконечниками. В сепаратор для сухого збагачення матеріал подається живильником, у сепаратор для мокрого збагачення — через завантажувальну коробку. В робочій зоні магнітна фракція притягується до виступів валка і при його обертанні виноситься за межі дії поля (розвантажується з сепаратора). Немагнітний продукт рухається по виїмках у полюсних наконечниках і через щілини в них під дією власної ваги направляється у розвантажувальний короб.

## Технічні характеристики сепараторів

## Окремі різновиди
- Електромагнітний сепаратор 8ЕВС-16/100